# Werner Greuter
Werner Rodolfo Greuter (* 27. Februar 1938 in Genua, Italien) ist ein Schweizer Botaniker und Hochschullehrer. Seine Forschungsschwerpunkte sind die mediterrane Flora sowie die der Karibik. Sein offizielles botanisches Autorenkürzel lautet „Greuter“.

## Leben und Wirken
Werner Greuter ist der Sohn der Juristin Luise Greuter, geborene Briner, und des Internisten Werner Greuter. Nach Schulen in Bellinzona und Winterthur besuchte Werner Greuter von 1956 bis 1965 die Universität Zürich, wo er 1972 promoviert wurde. Ab 1965 war er am Botanischen Garten der Stadt Genf tätig, wo er als Kustos des Conservat. botanique bis 1978 blieb. Von 1972 bis 1974 war er in Griechenland Wissenschaftlicher Direktor am Goulandris-Museum für Naturgeschichte in Kifisia, 1975 habilitierte er sich an der Universität Genf. An der FU Berlin wurde er Professor für Systematische Botanik. Von 1978 bis 2008 (davon seit 2004 kommissarisch) war Greuter in Berlin auch Leiter des Botanischen Gartens und Botanischen Museums Berlin-Dahlem. Beim Tokyo Code (1994) und dem St. Louis Code (2000) war er Vorsitzender des Herausgeberkomitees des International Code of Botanical Nomenclature (ICBN), dem er bereits zuvor angehört hatte.
Viele seiner Arbeiten kreisten um die Flora griechischer Inseln insbesondere der südlichen Ägäis (Psara, Kythira, Kreta). Er ist der Urheber der Med-Checklist, eines Katalogs zur Überprüfung der Namen und der Verbreitung aller Arten des erweiterten Mittelmeergebiets. Veröffentlicht sind Band 1 bis 4, eine Fortsetzung besteht in Euro+Med Checklist – The Euro+Med Plantbase Project in dem auch alle europäischen Arten enthalten sind.
Greuter ist Mitglied zahlreicher botanischer Gesellschaften, darunter der Linnean Society of London und der International Association for Plant Taxonomy. Die Académie royale des Sciences, des Lettres et des Beaux-Arts de Belgique nahm ihn 1999 als assoziiertes Mitglied auf. Er ist Mitbegründer der Gesellschaft OPTIMA (Organization for the Phyto-Taxonomic Investigation of the Mediterranean Area), in der die an der Erforschung der Mittelmeerflora interessierten Botaniker vereinigt sind. Er ist Mitherausgeber der Flora of Southern Africa, der Flora de la República de Cuba und zahlreicher botanischer Zeitschriften wie den Candollea oder Willdenowia.
Im Jahr 1960 heiratete er Lieselotte Koradi, mit der er drei Kinder (Veronika, Joh. Jakob und Franziska) hat.

## Ehrungen
Nach Greuter, der auch neue Pflanzenarten entdeckte und erstmals beschrieb, sind zahlreiche Arten benannt, zum Beispiel  Silene greuteri Phitos und Epipactis greuteri H.Baumann & Künkele. Auch die 2013 neu beschriebene Gattung Greuteria Amirahm. & Kaz.Osaloo aus der Familie der Hülsenfrüchtler (Fabaceae) ist nach ihm benannt.

## Veröffentlichungen (Auswahl)
- mit Karl Heinz Rechinger: Flora der Insel Kythera. 1967.
- mit Hervé Maurice Burdet: Med.-Checklist. I. Pteridophyta. 1981.
- als Hrsg. mit H. M. Burdet und G. Long: Med-Checklist. Band 1, Pteridophyta (ed.2), Gymnospermae, Dicotyledones (Acanthaceae-Cneoraceae). Conservatoire et Jardin botaniques, Ville de Genève, 1984. ISBN 2-8277-0151-0
- als Hrsg. mit E. von Raab-Straube: Med-Checklist. Band 2, Dicotyledones (Compositae). OPTIMA-Secretariat Palermo 2008. ISBN 978-2-8279-0011-4
- als Hrsg. mit H. M. Burdet und G. Long: Med-Checklist. Band 3, Dicotyledones (Convolvulaceae-Labiatae). Conservatoire et Jardin botaniques de la Ville de Genève, 1986. ISBN 2-8277-0153-7
- als Hrsg. mit H. M. Burdet und G. Long: Med-Checklist. Band 4, Dicotyledones (Lauraceae-Rhamnaceae). Conservatoire et Jardin botaniques de la Ville de Genève, 1989. ISBN 2-8277-0154-5
- The flora of Psara (E. Aegean Islands, Greece). An annotated catalogue. In: Candollea 31, 1976, S. 192–242
- als Hrsg. mit R. Rankin Rodríguez und P. A. González Gutiérrez: Flora de la República de Cuba. Fascículo 24. Malpighiaceae. 2019, ISBN 978-3-946292-32-6.
- als Hrsg. mit R. Rankin Rodríguez und P. A. González Gutiérrez: Flora de la República de Cuba. Fascículo 23. Combretaceae. Oxalidaceae. 2018, ISBN 978-3-946292-19-7
- als Hrsg. mit R. Rankin Rodríguez: Flora de la República de Cuba. Fascículo 22. Dioscoreaceae. Ericaceae. Zygophyllaceae. 2017. ISBN 978-3-946292-14-2.